# 圣巴巴拉 (塔拉戈纳省)
圣巴巴拉（西班牙語：Santa Bárbara）是西班牙加泰罗尼亚塔拉戈纳省的一个市镇。总面积28平方公里，总人口3398人（2001年），人口密度121人/平方公里。